# Braima Camará
Braima Camará, né le 3 août 1968, est un homme d'État bissau-guinéen, Premier ministre depuis le 8 août 2025,.